# Episodi di Chewing Gum (seconda stagione)
La seconda stagione della serie televisiva Chewing Gum, formata da 6 episodi, è stata trasmessa in prima visione nel Regno Unito sul canale E4 dal 12 gennaio al 9 febbraio 2017.
In Italia e in tutti i territori dove il servizio on demand Netflix è disponibile, la stagione è stata interamente pubblicata il 4 aprile 2017.
| nº | Titolo originale               | Titolo italiano                   | Prima TV Regno Unito | Pubblicazione Italia |
| -- | ------------------------------ | --------------------------------- | -------------------- | -------------------- |
| 1  | WTF Happened?                  | Che c... è successo?              | 12 gennaio 2017      | 4 aprile 2017        |
| 2  | Replacements                   | Rimpiazzi                         | 19 gennaio 2017      | 4 aprile 2017        |
| 3  | Just Need Some Company         | Ho bisogno di un po' di compagnia | 26 gennaio 2017      | 4 aprile 2017        |
| 4  | Orlando                        | Orlando                           | 2 febbraio 2017      | 4 aprile 2017        |
| 5  | Road Trip                      | Ti presento i miei                | 9 febbraio 2017      | 4 aprile 2017        |
| 6  | Age Ain't Nothing but a Number | L'età è solo un numero            | 9 febbraio 2017      | 4 aprile 2017        |